# سيارا باكسندل
سيارا باكسندل (بالإنجليزية: Ciara Baxendale)‏ هي ممثلة بريطانية، ولدت في 19 يوليو 1995 في Helmshore ‏ في المملكة المتحدة.

## وصلات خارجية
- سيارا باكسندل على موقع IMDb (الإنجليزية)
- سيارا باكسندل على موقع ألو سيني (الفرنسية)
- سيارا باكسندل على موقع قاعدة بيانات الفيلم (الإنجليزية)
- سيارا باكسندل على موقع كينوبويسك (الروسية)